# Vapiano

Vapiano-Restaurant in Bochum (2015)

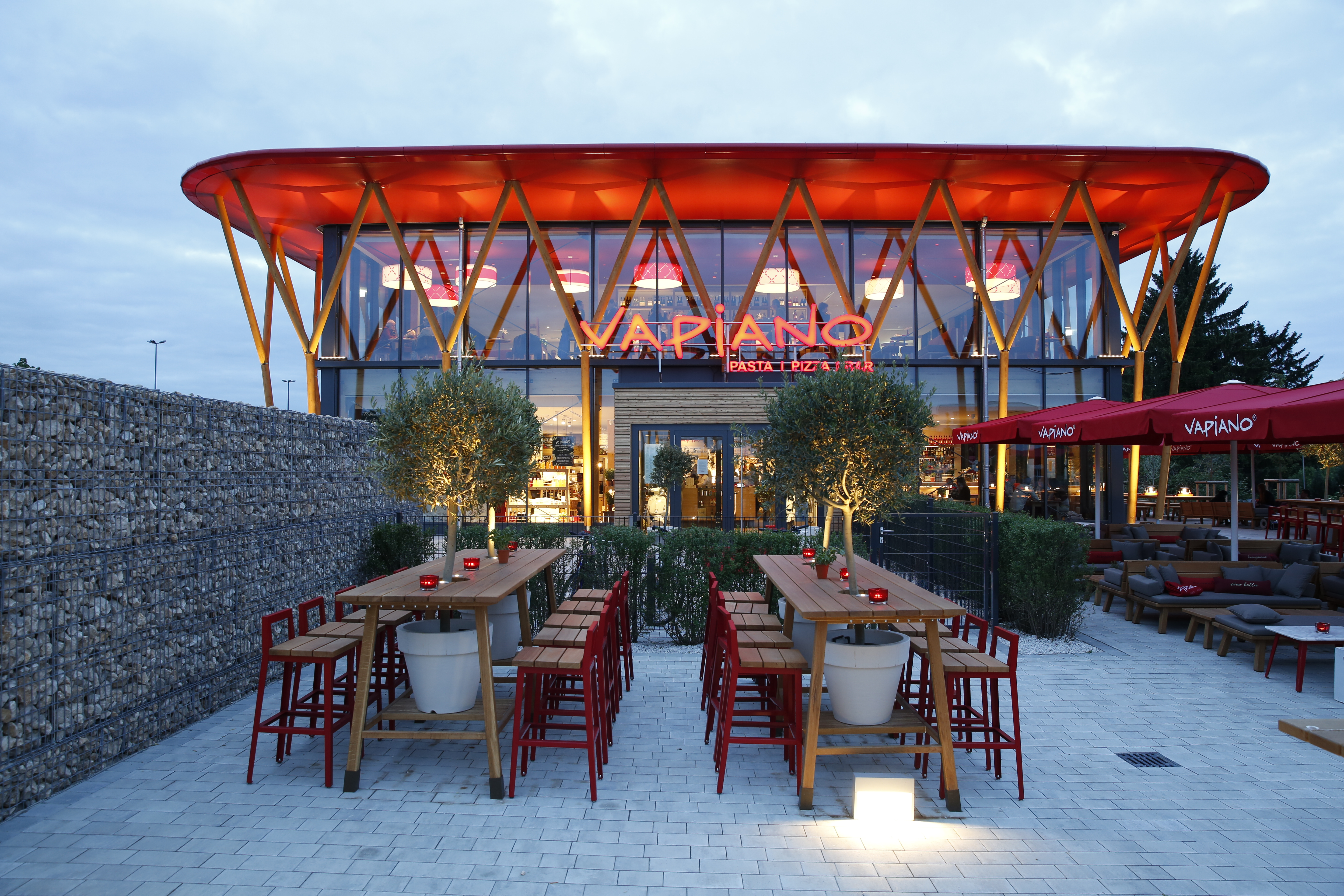
Erstes 2014 für Vapiano gebaute Gebäude in Fürth

Vapiano ist die Markenbezeichnung für ein Unternehmen der Systemgastronomie. In den Restaurants werden Speisen italienischer Art nach dem Fast-Casual-Prinzip angeboten.
Nach der Insolvenz der 2002 gegründeten Vapiano SE hat 2020 die VAP Marketing GmbH mit Sitz in Hildesheim Teile aus der Insolvenzmasse erworben und führt das Konzept mit altem Namen, aber in überarbeiteter Form fort.

## Geschichte

### Entstehung
2002 eröffnete Mark Korzilius in Hamburg-Neustadt das erste Vapiano-Restaurant. Einen Monat später wurde das Unternehmen als Aktiengesellschaft nach deutschem Recht unter der Firma Mark’s AG in das Handelsregister eingetragen. Die Innenausstattung entwarf der Südtiroler Architekt und Designer Matteo Thun. Das Unternehmen eröffnete nach Vorbild des Hamburger Stammhauses weitere Restaurants, 2004 in Düsseldorf, 2005 in Frankfurt am Main, Nürnberg und München. Auch in Hamburg entstanden neue Restaurants.

### Expansion und Internationalisierung
Ende 2005 wurde der Sitz von Hamburg nach Bonn verlegt, im Zusammenhang mit der Eröffnung eines Restaurants im Erich-Ollenhauer-Haus. Der Umsatz wurde auf mehr als zehn Millionen Euro gesteigert. Ab 2006 expandierte das Unternehmen ins Ausland, unter anderem nach Belgien, Österreich und in die Türkei. Gleichzeitig kooperierte Vapiano mit Franchise-Partnern. Nach weiterem Wachstum in den Jahren 2006 und 2007 lag die Zahl der Restaurants 2008 bei über 30, Ende 2009 bei 60. 2011 eröffnete Vapiano in Wien das 100. Restaurant.
Ab September 2008 firmierte das Unternehmen unter Vapiano SE. 2011 erwarb die Vermögensverwaltung Mayfair 40 Prozent der Vapiano-Aktien von Gregor Gerlach. Dieser hatte sich bereits in der Gründungsphase am Unternehmen beteiligt, die Anteile anderer Gesellschafter übernommen und fungierte als Aufsichtsratsvorsitzender. Mit der Beteiligung von Mayfair sollte vor allem das internationale Wachstum gestützt werden.
Nach zehn Jahren Geschäftstätigkeit kam das Unternehmen auf 118 Restaurants und 7200 Mitarbeiter weltweit, davon 50 Restaurants und 3100 Mitarbeiter in Deutschland.
Laut dem Konzernabschluss für das Geschäftsjahr 2014 gab es weltweit 152 Restaurants unter der Marke Vapiano. Davon befanden sich 62 in Deutschland, elf in Österreich, neun in den Vereinigten Staaten, acht in Schweden, je sieben in Australien und in Mexiko, je sechs in Frankreich, England und in der Schweiz, fünf in den Niederlanden und vier in Ungarn. Dazu gab es je drei Restaurants in der Tschechischen Republik, in Polen, in den Vereinigten Arabischen Emiraten und Estland. Je zwei Restaurants lagen in den Ländern Brasilien, Dänemark, Finnland, Chile, Luxemburg, Saudi-Arabien, Spanien, Taiwan, Katar, Ukraine und Lettland. Vapiano war mit je einem Restaurant in Ägypten, Aserbaidschan, Bahrain, Bosnien und Herzegowina, Kolumbien, Kosovo, Kuwait, Litauen, Norwegen, Schottland, Serbien und Südkorea vertreten. 2017 eröffnete das 200. Restaurant der Kette in Kopenhagen und damit das erste in Dänemark.

### Börsengang, Insolvenzverfahren, Verkauf und Neubeginn
2014 änderte Vapiano seine Strategie und eröffnete in kleineren Städten neue Restaurants, die nicht als Franchise betrieben wurden. Das Wachstum des Unternehmens verlangsamte sich und der Gewinn brach ein; außerdem kam 2015 Kritik am Expansionskurs des Unternehmens auf. Seit 2016 schrieb der Konzern operativ rote Zahlen. Im Juni 2017 erfolgte der Börsengang von Vapiano im Segment Prime Standard der Börse Frankfurt; das Unternehmen wurde mit rund 550 Millionen Euro bewertet.
2018 wies das Unternehmen bei einem Umsatz von 372 Mio. Euro einen Verlust von 101 Mio. Euro aus. Im Februar 2019 wurde in den Medien berichtet, dass das Unternehmen in einer Krise sei. Als Folge wurde die Expansion gedrosselt, mehr Filialen von Franchisenehmern betrieben und unprofitable Filialen geschlossen. Der Vorstandsvorsitzende Cornelius Everke gab im August 2019 seinen Rücktritt bekannt. Nachdem sich die wirtschaftliche Lage im Laufe des Jahres 2019 weiter zugespitzt hatte, war das Unternehmen Ende März 2020 zahlungsunfähig. Anfang April 2020 beantragte Vapiano die Eröffnung eines Insolvenzverfahrens. In der Folge beantragte am 9. April 2020 auch die österreichische Tochter beim Handelsgericht Wien ein Sanierungsverfahren.
Anfang Juni 2020 wurden 30 Restaurants bzw. Liegenschaften für 15 Millionen Euro an ein Konsortium unter Führung des ehemaligen Vapiano-Vorstandsmitglieds Mario C. Bauer verkauft. Die verkleinerte Restaurantkette trägt die Bezeichnung Vapiano als Markennamen und das Restaurantkonzept wurde optimiert.

## Gastronomiekonzept

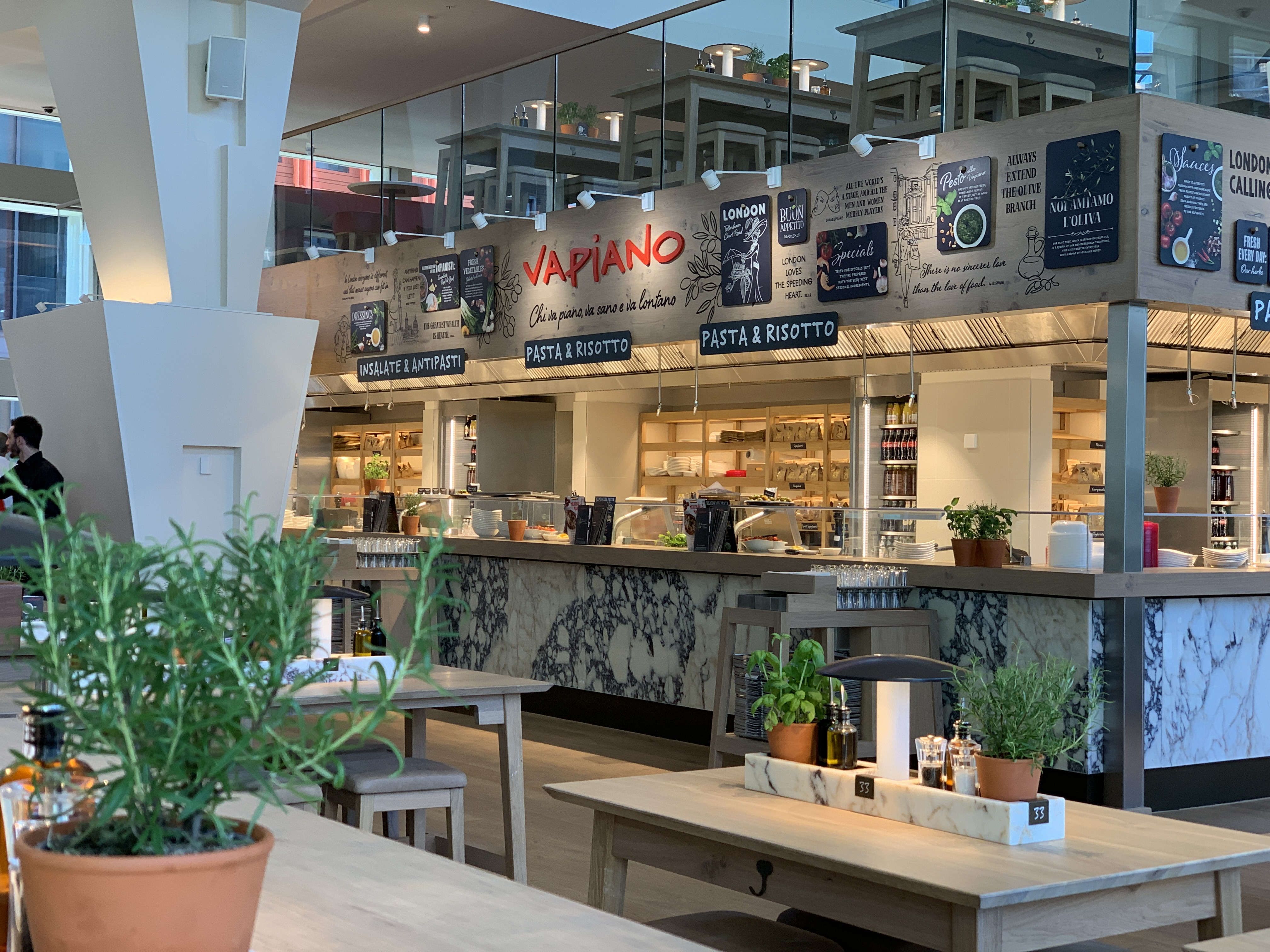
Offene Küche in London

2002 beschrieb Die Welt das erste Vapiano-Restaurant als „Mischung aus Pasta-Lokal, Pizzeria, Lounge und Bar nach italienischem Vorbild“. Selbstbedienung ist ein wesentliches Element des Konzepts von Vapiano. Der Name Vapiano setzt sich aus den italienischen Wörtern va („geht“) und piano („langsam“) zusammen. Als Slogan des Unternehmens dient das italienische Sprichwort Chi va piano, va sano e va lontano (entsprechend dem deutschen „Gut Ding will Weile haben“). Außer Brot und Gebäck werden die Speisen vor Ort in den Restaurants zubereitet.
Die Restaurants der Kette befinden sich oft in zentraler Lage oder in Stadtteilen mit vielen Büros. Erkennungsmerkmale aller Restaurants der Kette sind eine lange Servicetheke, Böden aus Sichtbeton, große Holztische, Korbleuchten und italienische Fliesendekore sowie in neueren Vapianos eine grüne Wand aus echten Pflanzen. Außerdem gibt es immer einen Olivenbaum und einen Kräutergarten mit Basilikum und Rosmarin.
Die Kunden erhielten beim Betreten eines Restaurants eine Chipkarte, auf der die Daten aller gebuchten Speisen und Getränke gespeichert werden. Sämtliche Speisen werden vor den Augen der Kunden zubereitet (Front Cooking), dann kann man diese zu einem frei wählbaren Tisch mitnehmen.
Seit 2021 kann wahlweise beim Personal, an Terminals oder mit dem eigenen Smartphone die Bestellung aufgegeben werden. Das Essen wird an den Tisch gebracht. Statt Pizza wird Pinsa serviert. Es gibt vegetarische und vegane Gerichte.